# Javier Chumpitaz
Javier Chumpitaz (Lima, Provincia de Lima, Perú, 4 de enero de 1984) es un futbolista peruano. Juega de lateral  y actualmente está sin equipo. Tiene 41 años

## Trayectoria
Debutó en Primera División con Universitario de Deportes. Posteriormente, en busca de mayor continuidad, fichó por Unión Huaral y luego por el fusionado Grau-Estudiantes. En el año 2005 llegó a Coronel Bolognesi. Jugó en el cuadro tacneño por varios años, siendo campeón del Torneo Clausura en 2007.
Con el Bolo también participó en la Copa Libertadores 2008 y en tres ediciones de la Copa Sudamericana. En esta competición, en la edición de 2007, falló su disparo en la tanda de penales ante Millonarios, lo que desembocó en la eliminación de su equipo. En 2010 fue transferido a Sport Huancayo y en 2011 a Inti Gas donde permaneció durante dos temporadas. En 2013 fichó por Cienciano, dos años después regresó a Sport Huancayo y al año siguiente pasó a Unión Comercio.
Para el 2017 llega al Cultural Santa Rosa.

## Clubes
| Club                      | País | Año         |
| ------------------------- | ---- | ----------- |
| Universitario de Deportes | Perú | 2002 - 2003 |
| Unión Huaral              | Perú | 2003        |
| Grau-Estudiantes          | Perú | 2004        |
| Coronel Bolognesi         | Perú | 2005 - 2009 |
| Sport Huancayo            | Perú | 2010        |
| Inti Gas                  | Perú | 2011 - 2012 |
| Cienciano                 | Perú | 2013 - 2014 |
| Sport Huancayo            | Perú | 2015        |
| Unión Comercio            | Perú | 2016        |
| Cultural Santa Rosa       | Perú | 2017 - 2018 |
| Sport Victoria            | Perú | 2019        |

## Palmarés

### Torneos cortos
| Título          | Club              | País | Año  |
| --------------- | ----------------- | ---- | ---- |
| Torneo Clausura | Coronel Bolognesi | Perú | 2007 |